# Іван Драгинич
Іван Драгинич, Драгинич (Дрешнич, Гредінович) Ян (Ене) (р. н. невід. — після 1696) — гетьман наказний, молдовський боярин. За походженням грек, добре володів українською мовою. В червні 1681 призначений наказним гетьманом правобережного Війська Запорозького від імені молдовського господаря і володаря Правобережної України Георгія Дуки. Мав резиденцію в м. Немирів. Виконував універсали Дуки щодо колонізації краю, однак у жовтні 1683 усунутий від гетьманства козаками С.Куницького. Разом із сім'єю втік до Молдови і проживав у м. Ясси (нині місто в Румунії). 1696 прибув із послами І.Мазепи, що поверталися від господаря Молдови К.Дуки, до м. Батурин. За дозволом Петра I та І.Мазепи оселився в Україні. Подальша доля невідома.